# Gryon goethei
Gryon goethei är en stekelart som först beskrevs av Girault 1932.  Gryon goethei ingår i släktet Gryon och familjen Scelionidae. Inga underarter finns listade i Catalogue of Life.